# Cuauhtémoc, Ocosingo
Cuauhtémoc är en ort i Mexiko.   Den ligger i kommunen Ocosingo och delstaten Chiapas, i den sydöstra delen av landet, 800 km öster om huvudstaden Mexico City. Cuauhtémoc ligger 640 meter över havet och antalet invånare är 335.
Terrängen runt Cuauhtémoc är kuperad. Runt Cuauhtémoc är det glesbefolkat, med 16 invånare per kvadratkilometer. Närmaste större samhälle är Cristóbal Colón, 10,5 km nordost om Cuauhtémoc. I omgivningarna runt Cuauhtémoc växer i huvudsak städsegrön lövskog.